# Boké
Boké è un comune (in francese sous-préfecture) della Guinea, parte della regione e della prefettura omonime.